# Guds Menighed
Guds Menighed var ett danskt trossamfund, grundat i början av 1900-talet av den dansk-amerikanske predikanten Morris Johnson från amerikanska Church of God.
Johnson höll väckelsemöten runt om i Nordjylland och församlingar bildades i bland annat Løkken, Jetsmark och Sindal.
Guds Menigheds första kyrka, Ebenezer i Hjørring byggdes 1914. Senare kom kyrkobyggnader också att uppföras i Kås (Bethesda), Åbybro (Betania), Aalborg (Hebron) och Aarhus (One Way-huset).
Guds Menighed gav ut en egen sångbok, tidningen Evangeliebasunen och tillhörde samarbetsorganet Evangelisk Frikirkeråd i Danmark.
Den sista återstående församlingen, Højbjerg Frikirke gick 2006 ihop med en annan församling och bildade Frikirken Aarhus Syd, tillhörande Evangelisk Frikirke Danmark.